# بلوسوم كارون
بلوسوم كارون (بالإنجليزية: Blossom Caron)‏‏ (1905 في مونتريال - 1999) مصورة من كندا.